# 대니 머피 (1977년)
대니얼 벤 머피(Daniel Ben Murphy, 1977년 3월 18일 ~ )는 잉글랜드의 전 축구 선수이자 현 축구 해설가로 2013년부터 현재까지 BBC의 축구 애널리스트 겸 해설위원으로 활동하고 있다.

## 수상

### 클럽 (선수)
크루 알렉산드라
- 풋볼 리그 3부 : 3위 (1993-94)
- 풋볼 리그 2부 플레이오프 : 우승 (1996-97), 4강 (1994-95, 1995-96)

리버풀 FC
- 프리미어리그 : 준우승 (2001-02), 3위 (1997-98, 2000-01), 4위 (1999-2000, 2003-04)
- FA컵 : 우승 (2000-01)
- EFL컵 : 우승 (2000-01, 2002-03)
- UEFA 유로파리그 : 우승 (2000-01)
- UEFA 슈퍼컵 : 우승 (2001)
- FA 커뮤니티 실드 : 우승 (2001), 준우승 (2002)

토트넘 홋스퍼
- EFL컵 : 4강 (2006-07)

풀럼 FC
- UEFA 유로파리그 : 준우승 (2009-10)

### 개인
- 프리미어리그 이달의 선수 : 2001년 11월, 2005년 9월
- 리버풀 FC 올해의 선수 : 2002-03